# Christian Älvestam
Christian Älvestam (urodzony 14 kwietnia 1976 w Szwecji) – wokalista, autor tekstów, gitarzysta, basista i perkusista kilku szwedzkich zespołów. Najbardziej znany jako były wokalista melodic death metalowego zespołu Scar Symmetry. Obecnie występuje w kilku zespołach, w tym Solution .45 i Miseration. Znany z kontrastu wokali w utworach: czysty wokal i niski growl.